# Enallagma truncatum
Enallagma truncatum är en trollsländeart som först beskrevs av Juan Cristóbal Gundlach 1888.  Enallagma truncatum ingår i släktet Enallagma och familjen dammflicksländor. Inga underarter finns listade i Catalogue of Life.
Arten är bara känd från centrala och östra Kuba. Den lever där i träskmarker och andra fuktiga områden.
Etablering av jordbruksmark genom träskmarkernas torrläggning är ett hot mot beståndet. Oklart är hur klimatförändringar kommer påverka beståndet. Minst ett av de lämpliga områden är deklarerat som skyddszon. Allmänt är utbredningsområdet för arten begränsat och populationen minskar. IUCN kategoriserar arten globalt som sårbar.